# Anders Andersson
Åke Anders "Akka" Andersson (2. ledna 1937, Skellefteå – 15. prosince 1989, Skellefteå) je bývalý švédský hokejista, střední útočník. Se švédskou reprezentací vyhrál mistrovství světa v roce 1957 a v roce 1962. Ze světového šampionátu má i bronz z roku 1965. Z olympijských her v Innsbrucku konaných roku 1964 si přivezl stříbrnou medaili. Za národní tým odehrál 112 utkání. Švédskou nejvyšší soutěž hrál za Skellefteå AIK (1956 až 1966) a Färjestads BK (1966 až 1969). Jeho nejlepším umístěním v ní bylo druhé místo, na které se Skellefteou dosáhl třikrát (1958, 1961, 1963). Dvakrát, v letech 1961 a 1962, byl vyhlášen nejlepším hráčem švédské ligy (ocenění Zlatý puk). Byl prvním hokejistou, který tuto anketu vyhrál dvakrát a v jejím pozdějším vývoji se to podařilo jen dvěma dalším. Po skončení hráčské kariéry se stal trenérem, vedl kluby Skellefteå AIK a Färjestad BK.